# The Jaywalker
The Jaywalker ist ein US-amerikanischer Zeichentrick-Kurzfilm von Robert Cannon aus dem Jahr 1956.

## Handlung
Ein Mann steht in einer Fußgängermenge an einer Ampel. Er erklärt dem Zuschauer, dass er normal aussehe, in Wirklichkeit aber ein Jaywalker, also ein unachtsamer, den Verkehr gefährdender Mensch sei. Früher habe er die Straße wie jeder andere Mensch überquert, die Ampel genutzt oder nach Autos Ausschau gehalten. Eines Tages jedoch habe er auf der gegenüberliegenden Straßenseite einen Bekannten gesehen und sei losgerannt. Erst auf der anderen Straßenseite sei ihm bewusst geworden, dass er nicht einmal nach dem Verkehr geschaut hatte.
Sein „Talent“, die Straße möglichst gemeingefährlich zu überqueren, baute der Mann in der Folgezeit aus. Er nutzte verschiedene Strategien, so das Antäuschen des Fahrbahnüberquerens, das plötzliche Erscheinen aus dem Nichts und das provokante Auftreten des überlegenen Fußgängers. Obwohl der Mann von der Polizei in Gewahrsam genommen wurde, richterliche Ermahnung erhielt und Stunden beim Psychiater verbrachte, konnte er nicht geheilt werden. Am Ende empfiehlt er dem Zuschauer, sich für erste Übungen eine unbelebte Nebenstraße auszusuchen und lobt jaywalking als eine Lebensbereicherung. Anschließend entschwebt er als Engel gen Himmel.

## Produktion
The Jaywalker kam am 31. Mai 1956 in Technicolor in die Kinos. Erzähler des Films ist Eugene Bollay.

## Auszeichnungen
The Jaywalker wurde 1957 für einen Oscar in der Kategorie „Bester animierter Kurzfilm“ nominiert, konnte sich jedoch nicht gegen Magoo’s Puddle Jumper durchsetzen. Sämtliche oscarnominierte Filme des Jahres waren Bosustow-Produktionen der UPA.